# ドーセット伯爵
ドーセット伯爵（Earl of Dorset）はかつて存在したイングランド貴族の伯爵位。

## ドーセット伯爵 第1期 (1070年)
- オズムンド・ド・シーズ（英語版） (-1099)

## ドーセット伯爵 第2期 (1411年)
- エクセター公参照

## ドーセット伯爵 第3期 (1441年)
- サマセット公参照

## ドーセット伯爵 第4期 (1604年)
- ドーセット公参照